# Ітсекірі
Ітсекі́рі (Itsekiri; інші назви: джекрі, ісекірі або ішекірі) — етнічна група в Нігерії.

## Територія проживання, чисельність, субгрупи
Люди ітсекірі проживають у дельті р. Нігер, а також у районі міста Варрі (Warri). Адміністративно це переважно нігерійський штат Дельта.
Чисельність людей ітсекірі сягає 450 тис. чол..
Ітсекірі включають ряд субетнічних груп, зокрема уґбородо (Ugborodo).

## Історія та соціальна організація
У XV ст. люди ітсекірі прийняли принца Королівства Бенін як свого монарха, і невдовзі було сформоване королівство на його чолі.
Бувши традиційно рибалками і торгівцями, ітсекірі були одними з перших в регіоні, хто встановив контакти з португальцями. Ці зв'язки мали наслідком те, що ітсекірі відносно рано були навернуті до католицтва.
На чолі королівства народу ітсекірі традиційно стоїть правитель ола.
Правителями м.Варрі в XX ст. були:
- Доре Нума (Dore Numa) — 1932—1936 рр.
- Гінува II — 1936— ?
- Ереджува II (Erejuwa II) — 1966—1987 рр.

Королівство ітсекірі існує дотепер. Чинним правителем є Оґіаме Атуватсе ІІ (Ogiame Atuwatse II), коронований у 1987 році.

## Культура
Одягом чоловіків ітсекірі є довга сорочка з рукавами (кемедже / Kemeje), за головний убір править капелюх, часто з пташиною пір'їною. Жінки носять широкі блузи.
Попри відносно невелику чисельність, люди ітсекірі, вважаються високоосвіченим і культурно багатим народом. Зберігається фольклор.

## Виноски
1. ↑  «CRY, MY BELOVED UGBORODO» A Diary of a Painful Visit to Itsekiri Homeland Made Desolate By Oil Pollution and Inter-Ethnic Conflict By Oritsegbemi O. Omatete. Архів оригіналу за 26 листопада 2006. Процитовано 30 жовтня 2008.